# 莫嘉嫻
莫嘉嫻（英語：Rosanda Mok Ka-han，1972年5月23日—），香港民主派政黨民主黨籍政治人物，前香港黃大仙區議會瓊富選區議員。香港民主民生協進會（民協）的前主席，亦曾任香港九龍城區議會馬頭圍選區議員。

## 簡歷
莫嘉嫻生於1972年，畢業於黃大仙天主教小學，後分別於香港樹仁學院、香港城市大學及香港中文大學取得社會工作文憑、社會科學學士及碩士。她在1999年加入了民協，並於同年的區議會選舉中，擊退紮根該區多年的區議員陸偉綱。自此，她連任三屆，直至2015年，被民建聯的新人邵天虹以僅僅45票之差擊敗。
2016年1月23日，莫嘉嫻被選為民協主席，是該黨自創黨30年後，首位女性出任主席職位，並於同月26日正式接替退任的廖成利。
2016年9月5日，莫嘉嫻在民協的大會上，因選舉失利而提出辭去主席一職的申請。最後，她的申請在2016年9月24日獲批，並於同日卸任，由副主席施德來暫時代任。
2017年6月，由於不滿馮檢基再次代表民協出戰立法會九龍西補選，她退出民協。
2017年11月，莫嘉嫻加入民主黨。莫嘉嫻表示，退出民協後至加入民主黨前的時間擔任培訓機構管理工作。
2019年11月，在2019年香港區議會選舉黃大仙區議會瓊富選區參選勝出，重返議會及成功由主席胡志偉手上接棒。
2021年7月，莫嘉嫻表示，經詳細考慮後辭去黃大仙區議會 瓊富區議員職務，7月9日生效。

## 學歷
- 香港中文大學社會科學碩士（社會學）
- 香港城市大學社會科學學士

## 外部連結
- 莫嘉嫻的Facebook專頁
- 民協 （页面存档备份，存于）
- 九龍城區議會 - 九龍城區議會議員資料 莫嘉嫻女士 （页面存档备份，存于）
- 黃大仙區議會 - 黃大仙區議會議員資料 莫嘉嫻女士 （页面存档备份，存于）
- 莫嘉嫻 MOK Ka Han Rosanda-民主黨（页面存档备份，存于）

| 政黨職務      | 政黨職務                                                   | 政黨職務      |
| ------------- | ---------------------------------------------------------- | ------------- |
| 前任： 廖成利 | 香港民主民生協進會主席 2016年1月23日－2016年9月24日        | 繼任： 施德來 |
| 議會席位      |                                                            |               |
| 前任： 陸偉綱 | 九龍城區議會 馬頭圍選區區議員 2000年1月1日－2015年12月31日 | 繼任： 邵天虹 |
| 前任： 胡志偉 | 黃大仙區議會 瓊富選區區議員 2020年1月1日－2021年7月8日     | 空缺          |